# Liste der Kulturdenkmäler in Weiler bei Bingen
In der Liste der Kulturdenkmäler in Weiler bei Bingen sind alle Kulturdenkmäler der rheinland-pfälzischen Ortsgemeinde Weiler bei Bingen aufgeführt. Grundlage ist die Denkmalliste des Landes Rheinland-Pfalz (Stand: 3. April 2024).

## Einzeldenkmäler
| Bezeichnung                                 | Lage                                                                | Baujahr                              | Beschreibung | Bild                           |
| ------------------------------------------- | ------------------------------------------------------------------- | ------------------------------------ | --- | ------------------------------ |
| Altenhofens Kreuz                           | Altmauerweg, gegenüber Nr. 8 Lage                                   | 1881                                 | Gusseisen, bezeichnet 1881, Rheinböllerhütte | BW                             |
| Friedhof                                    | Friedhofsweg Lage                                                   | 1860                                 | repräsentative rundbogige Doppeltoranlage in neugotischer Formensprache, originale, kunstvoll geschmiedete Eisengittertore; in der Mitte, auf der Westseite, die bescheidene, dreiseitig geschlossene Friedhofskapelle von 1862; zwischen den Toren, nach dem Vorplatz, Kriegerdenkmal 1914/18, auf altarähnlichem Unterbau lebensgroße Figur des auferstandenen Christus, 1930; Friedhofskreuz, Gusseisen, 1860er Jahre; sehr rare Gruppe von elf zierlichen Gusseisenkreuze der zweiten Hälfte des 19. Jahrhunderts, wohl aus der Herstellung der Rheinböllerhütte (Puricelli), reich durchbrochene, gotisierende Arbeiten mit figürlichem Schmuck, besonders aufwändig Katharina Mattes († 1882) | BW                             |
| Tor                                         | Grabenstraße, zu Nr. 15 Lage                                        | letztes Drittel des 19. Jahrhunderts | gründerzeitliches Gittertor, letztes Drittel des 19. Jahrhunderts | BW                             |
| Katholische Pfarrkirche St. Maria Magdalena | Hildegardisstraße 5 Lage                                            | 1865/66                              | dreischiffige neugotische Backsteinhalle, 1865/66, Architekt wohl Carl Conradi, Kreuznach; ortsbildprägend | weitere Bilder Fotos hochladen |
| Villa                                       | Hildegardisstraße 16 Lage                                           | um 1900                              | spätklassizistische Mansardwalmdach-Villa, um 1900 | BW                             |
| Wohnhaus                                    | Hildegardisstraße 28 Lage                                           | um 1650                              | barockes Fachwerkhaus, teilweise massiv, um 1650, Erweiterung wohl im 18. Jahrhundert; straßenbildprägend | BW                             |
| Belle-Saal                                  | Stromberger Straße 72 Lage                                          | um 1900                              | neubarocker Ziegelbau, Jugendstilmotive, um 1900 | BW                             |
| Stromdenkmal                                | nördlich des Ortes an der B 9 Lage                                  | 1832                                 | klassizistisches Denkmal in Form eines antiken Grabaltars, bezeichnet 1832 | Fotos hochladen                |
| Wasserwerk                                  | nördlich des Ortes an der B 9 Lage                                  | 1920er Jahre                         | neuklassizistischer Betonbau, 1920er Jahre | BW                             |
| Villa Rustica                               | nordwestlich des Ortes; Distrikte Sulg und Altes Kloster Lage       | 2. Jahrhundert n. Chr.               | Fundamente von Haupt- und Nebengebäuden einer römischen Risalitvilla, 2. Jahrhundert | weitere Bilder Fotos hochladen |
| Alte Schanze                                | südlich von Trechtingshausen auf dem Ohligsberg im Binger Wald Lage | Latènezeit                           | Abschnittswall einer ausgedehnten prähistorischen Befestigungsanlage (vermutlich keltischer Ringwall, mehrere Hektar Innenfläche absperrend, ovaler Verlauf - um den Gipfel des 311 m hohen Ohligsberg, durch neuzeitlichen Weg in Nord-Süd Richtung durchbrochen) | weitere Bilder Fotos hochladen |